# Ek Chuah

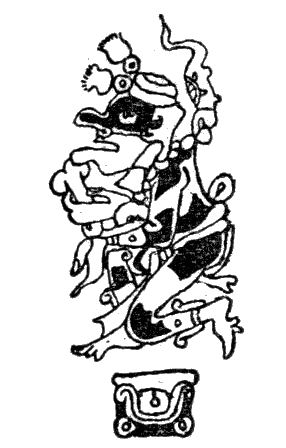
Glyphe maya représentant Ek Chuah.

Ek Chuah (ou Ek Chuaj), connu sous le nom de Dieu M dans la classification de Paul Schellhas (de), était, dans la religion maya postclassique, le dieu de la prospérité et des marchands. Il était également le dieu du cacao. Les propriétaires de plantations de cacao lui consacraient une cérémonie au mois de Muwan. Le cacao était dans le monde maya utilisé comme monnaie et les marchands et les voyageurs avaient coutume de prier chaque soir Ek Chuah de les ramener chez eux sains et saufs. Il porte parfois une lance. Ce type de représentation est conforme au caractère plus ou moins guerrier des marchands, qui, dans le monde mésoaméricain, devaient être capables de se défendre lors de voyages lointains.
Ek Chuah était représenté avec une lèvre inférieure pendante et un sac de marchandises sur le dos. On le voit parfois accompagné de Xamen Ek, le dieu guide.